# Stadsholmen
Stadsholmen er det historiske navn for øen i midten af Stockholm, Sverige. Den er forbundet til fastlandet via adskillige brør. Sammen med de mindre øer Riddarholmen og Helgeandsholmen udgør den Gamla stan, der er Stockholms gamle bydel. Gamka stan kan også referere til øen selv, da navnet Stadsholmen sjældent bruges.
På Stadsholmen ligger Stockholms slot, der er Sveriges konges officielle residens, og det bruges til ceremonielle receptioner. Det indeholder kontorer til regenten og andre medlemmer af det svenske kongehus, og kontorer for Högsta domstolen.
Øen måler omkring 700x650, og omfatter 33 hektar.

## Broer
Følgende broer fører til og fra Stadsholmen:
- Strömbron og Vasabron til Norrmalm
- Norrbro og Stallbron til Helgeandsholmen
- Slussen, Södra Järnvägsbron og Centralbron til Södermalm
- Riddarholmsbron til Riddarholmen
- Norra Järnvägsbron til Tegelbacken